# غوس بوب
غوس بوب (بالإنجليزية: Gus Pope)‏ هو منافس ألعاب قوى أمريكي، ولد في 29 نوفمبر 1898 في سياتل في الولايات المتحدة، وتوفي في 1953.

## وصلات خارجية
- غوس بوب على موقع أوليمبيديا (الإنجليزية)